# Clodius Albinus
Decimus Clodius Albinus, jako císař Decimus Clodius Septimius Albinus (kolem 147 Hadrumentum, Afrika – 19. února 197 v Lugdunum, Galie), byl římský císař vládnoucí v letech 193–197, nejprve jako caesar (193–196), později jako augustus (196–197).

## Původ a kariéra
Clodius Albinus pocházel ze senátorské rodiny usazené v severní Africe. Podle Historie Augusty se jeho otec jmenoval Ceionius Postumus a matka Aurelia Messalina, údaje, které moderní historiografie většinou pokládá za fikci.
O počátcích Albinovy kariéry není nic důvěryhodného známo, první informace jsou k dispozici až z osmdesátých let 2. století, kdy se Albinus spolu s budoucím císařem Pescenniem Nigrem vyznamenal v bojích s Dáky. Později ho císař Commodus ustanovil dodatečně zvoleným konzulem (consul suffectus) a vyslal jej jako místodržitele do Dolní Germánie (189–191) a do Británie (191–193).

## Proklamace zacaesara
Zavraždění Commodova nástupce Pertinaka vytvořilo v římské říši mocenské vakuum, neboť císař Didius Iulianus dosazený pretoriánskou gardou neměl respekt ani u senátu a obyvatel Říma, ani u jednotek rozmístěných v pohraničí. Tento stav byl dlouhodobě neudržitelný a v dubnu 193 proklamovaly legie v Panonii tamního místodržitele Septimia Severa za císaře a totéž vzápětí učinily i legie v Sýrii, které za imperátora zvolily Pescennia Nigra. Schylovalo se k občanské válce mezi několika pretendenty trůnu.
Septimius Severus, který hodlal co nejrychleji táhnout na Řím, měl vážné obavy, jak se zachovají legie v západních provinciích – bylo jasné, že každá revolta v týlu by ohrozila jeho dosud vratké postavení. Zvolil za této situace diplomatické řešení a nabídl místodržiteli Británie Clodiu Albinovi, že ho jmenuje caesarem a svým spoluvládcem. Albinus poctu patrně ještě v dubnu 193 přijal.

## Spoluvláda se Severem
Počátkem června 193 ovládl Severus, zabezpečený neutralitou Clodia Albina a západních legií, bez větších potíží metropoli říše, nechal své kroky schválit senátem a ihned se vypravil na východ proti Pescenniu Nigrovi. Příští rok oficiálně stvrdil své spojenectví s Albinem tím, že spolu nastoupili řádný konzulát. Navenek byl Albinus prezentován jako Severův dědic, třebaže císař měl dva legitimní syny a potenciální nástupce.
Dvojvládí Severus-Albinus bylo však vzdor všem proklamacím o svornosti jen dočasné, jednalo se o výsledek momentální politické konstelace, nikoli o dlouhodoběji pojatý svazek. To se jasně ukázalo po nečekaně rychlém vítězství Septimia Severa nad Nigrem, které v ničem neposílilo Albina, ale jen Severa. Nyní už Severus svého partnera nepotřeboval a Albinus si toho byl podle všeho velmi dobře vědom.

## Rozkol a porážka

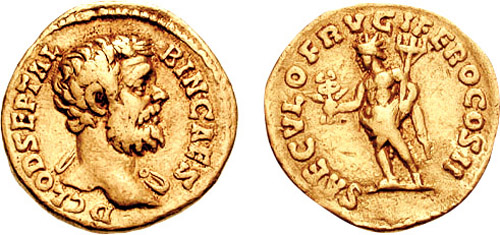
Aureus Clodia Albina

V závěru roku 195 se Albinus přesunul z Británie do Galie, kde se někdy v prvních týdnech roku 196 nechal prohlásit za augusta, tedy plnoprávného císaře. Severus na to reagoval povýšením svého staršího syna Caracally na caesara a usilovnými přípravami na střet se svým bývalým spojencem. Ačkoli rozhodný krok ke konfrontaci učinil jednoznačně Albinus, prameny se shodují v tom, že ho k tomu donutila Severova politika.
V počínající občanské válce dosáhl zprvu větších úspěchů Albinus, jemuž se podařilo porazit Severova straníka Viria Lupa. Nepříznivě se v první fázi nevyvíjela ani bitva Lugduna, kde se srazily hlavní síly obou soupeřů, nakonec však boj rozhodla Severova jízda a prchající Albinus spáchal 19. února 197 sebevraždu. Nad jeho památkou dal Severus vyhlásit damnatio memoriae.